# أندرسون دا سيلفا (لاعب كرة قدم)
أندرسون دا سيلفا هو لاعب كرة قدم برازيلي، ولد في 2 فبراير 1980 في البرازيل. لعب مع ألماجرو وطوروس نيزا ونادي كيتشي.

## وصلات خارجية
- أندرسون دا سيلفا (لاعب كرة قدم) على موقع Soccerway.com (الإنجليزية)